# 박용식
박용식(1944년 12월 26일 ~ 2013년 8월 2일)은 대한민국의 배우, 기업인이다. 
1962년 서울고등학교, 1965년 경희대학교 정치외교학과에 입학했으며, 1967년 데뷔했다. 1974년 TBC-TV 연말 우수 연기상을 받았다. 드라마 《제3공화국》, 《제4공화국》에서 전두환 역을 맡았다. 2002년 주식회사 세덴의 회장으로 취임하여 2011년까지 경영하였다. 2004년 경희방송예술인클럽 초대 회장에 취임했다. 2013년 8월 2일 유비저 감염에 의한 패혈증으로 경희대학교 의료원에서 사망했다. 향년 68세.

## 학력
- 서울고등학교 졸업
- 경희대학교 정치외교학과 학사

## 소속
- 前 주식회사 세덴 회장

## 일화
전두환과 흡사한 외모 때문에 제5공화국 시절 방송 출연금지를 당해 드라마에 거의 출연하지 못했고, 출연하더라도 단막극이나 특집극 위주로 출연하였으며 이 때 어김없이 가발을 착용해야 했다. 이후 호구지책으로 참기름집을 운영하면서 어려운 생활을 하다가 노태우취임 이후에야 활동을 재개할 수 있었다. 1991년 전두환의 연희동 자택에서 전두환과 만나 사과를 받아냈다.
한편, 본인이 출연한 iTV 시트콤 공회장네 사람들에서는 박용식의 큰아들이 공 회장(박용식 분)의 둘째아들 역으로 출연하기도 했다.

## 출연작

### TV 드라마
- 1980년 KBS2 TV문학관 《신부들》
- 1981년 KBS1 대하드라마 《대명》 - 조양 역
- 1982년 KBS1 대하드라마 《풍운》 - 조두순 역
- 1982년 KBS2 일일연속극 《꽃가마》
- 1983년 KBS1 대하드라마 《개국》 - 경복흥 역
- 1983년 KBS1 특집드라마 《아버지》
- 1984년 KBS1 대하드라마 《독립문》 - 조희연 역
- 1984년 KBS1 6.25 특집극 《휴전 6.25》
- 1984년 KBS1 영상시극 《마돈나여, 광야에서 별을 노래하라》
- 1985년 KBS1 대하드라마 《새벽》
- 1985년 KBS1 특집드라마 《가시고기》
- 1985년 KBS2 일일연속극 《꽃반지》
- 1986년 KBS1 서울 아시안 게임 특집드라마 《원효대사》 - 자장율사 역
- 1987년 KBS1 대하드라마 《이화》
- 1987년 KBS1 6.25 특집드라마 《환멸을 찾아서》
- 1987년 KBS1 대하드라마 《토지》 - 혜관스님 역
- 1987년 KBS2 단막드라마 《TV 손자병법》 - 자재부장 역
- 1988년 KBS2 창사 기념 특집극 《사로잡힌 영혼》 - 양반 역
- 1989년 KBS1 특별기획 《지리산》
- 1989년 KBS2 수목드라마 《무풍지대》 - 무술 사부 역
- 1990년 KBS1 8.15 특집드라마 《왕조의 세월》 - 관동 대지진 가해자 역
- 1991년 KBS1 대하드라마 《왕도》 - 전두환 역
- 1991년 MBC 대하드라마 《땅》
- 1992년 KBS1 대하드라마 《삼국기》 - 민존자 역
- 1992년 KBS2 단막극 《비가비》
- 1993년 MBC 정치드라마 《제3공화국》 - 전두환 역
- 1994년 KBS2 월화드라마 《한명회》 - 유성원 역
- 1994년 KBS1 설날특집 드라마 《이선풍 저승 유람》 - 포도대장 역
- 1994년 KBS1 특집드라마 《역사 앞에서》
- 1994년 MBC 월화드라마 《M》 - 병원장 역
- 1995년 KBS2 대하드라마 《인간의 땅》
- 1995년 KBS2 월화드라마 《서궁》 - 이흥립 역
- 1995년 MBC 특별기획드라마 《제4공화국》- 전두환 역
- 1995년 KBS1 대하드라마 《찬란한 여명》 - 민승호 집에 폭탄건넨 스님 역
- 1996년 SBS 창사6주년 특별기획드라마 《임꺽정》 - 윤지숙 역
- 1998년 KBS1 대하드라마 《용의 눈물》 - 마지막회 양녕대군에게 깨달음을 준 스님 역
- 1998년 SBS 일일시트콤 《순풍 산부인과》
- 1998년 KBS2 단막드라마 《싱싱 손자병법》
- 1999년 KBS1 대하드라마 《왕과 비》 - 강희맹 역
- 2000년 MBC 월요시트콤 《세 친구》 - 정의정(이의정 분)과 교제하는 삼류 극작가 김용건의 친구이며 김용건, 김기현과 친구로서 식당 술자리에 동석하는 박용식 역으로 카메오 단역
- 2000년 KBS2 특별기획드라마 《천둥소리》 - 정철 역
- 2001년 iTV 풍자시트콤 《공회장네 식구들》 - 공대봉 회장 역
- 2001년 SBS 일요시트콤 《여고시절》 - 박 의원 역으로 카메오 단역
- 2001년 KBS2 특별기획드라마 《명성황후》 - 마건충 역
- 2002년 KBS2 특별기획드라마 《태양인 이제마》 - 장참봉 친구 역
- 2003년 KBS1 대하드라마 《무인시대》 - 기탁성 역
- 2006년 KBS1 대하드라마 《서울 1945》 - 신성모 역
- 2008년 MBC 일일시트콤 《코끼리》 - 주현의 동네 후배 노인 역
- 2009년 MBC 창사48주년 특별기획드라마 《선덕여왕》 - 흥륜사 주지 역
- 2011년~2012년 MBC 주말특별기획드라마 《애정만만세》 - 스님 역

### 영화
- 1977년 《엄마없는 하늘아래》
- 1979년 《단짝》
- 1989년 《달콤한 신부들》
- 1989년 《못 먹어도 고》
- 1989년 《며느리 밥풀꽃에 대한 보고서》
- 1989년 《랏슈》
- 1990년 《경찰+칠득이와 너털도사》
- 1990년 《땡칠이와 쌍라이트》
- 1992년 《시비시비》
- 1994년 《짧은 시간 긴 시간》
- 1994년 《커피 카피 코피》
- 1994년 《할매캅》
- 1996년 《카루나》
- 1997년 《똑바로 살아라》
- 1998년 《짱》
- 2002년 《마법의 성》
- 2002년 《몽정기》
- 2005년 《연애술사》
- 2006년 《투사부일체》
- 2006년 《다세포 소녀》
- 2008년 《쉿! 그녀에겐 비밀이에요》
- 2010년 《시》
- 2012년 《네버엔딩 스토리》
- 2012년 《열여덟, 열아홉》
- 2013년 《노브레싱》
- 2014년 《시선》

### CF
- 1988년 안국약품 - 포엘 (Feat. KBS TV손자병법 팀)
- 2010년 세덴 - 세덴대리운전

## 수상
- 1974년 TBC 연기대상 우수연기상
- 1995년 MBC 연기대상 인기상(제4공화국)
- 1996년 제32회 백상예술대상 TV부문 인기상 (제4공화국)
- 2003년 제40회 저축의 날 대통령 표창